# Paratonkinacris vittifemoralis
Paratonkinacris vittifemoralis är en insektsart som beskrevs av You, Q. och T. Li 1983. Paratonkinacris vittifemoralis ingår i släktet Paratonkinacris och familjen gräshoppor. Inga underarter finns listade i Catalogue of Life.